# Riddick (film)
Riddick er en science fiction actionfilm med Vin Diesel i hovedrollen som Riddick. Det er den tredje film i The Chronicles of Riddick filmserien og er både skrevet og instrueret af David Twohy som sine forgængere. Filmen havde biografpremiere den 5. september 2013 i Danmark og den 6. september 2013 i USA.

## Medvirkende
- Vin Diesel som Richard B. Riddick
- Katee Sackhoff som Dahl
- Jordi Mollà som Santana
- Bokeem Woodbine som Moss
- Dave Batista som Diaz
- Nolan Gerard Funk som Luna
- Karl Urban som Lord Vaako

### Fodnoter
1. ↑  Box office / business for Riddick – IMDb
2. ↑  Navnet er anført på engelsk og stammer fra Wikidata hvor navnet endnu ikke findes på dansk.